# Верделино
Верделино (итал. Verdellino) је насеље у Италији у округу Бергамо, региону Ломбардија.
Према процени из 2011. у насељу је живело 7641 становника. Насеље се налази на надморској висини од 164 м.

## Становништво
| 1931. | 1936. | 1951. | 1961. | 1971. | 1981. | 1991. | 2001. | 2011. |
| ----- | ----- | ----- | ----- | ----- | ----- | ----- | ----- | ----- |
| 1.550 | 1.618 | 1.764 | 1.953 | 4.150 | 5.667 | 6.537 | 6.697 | 7.654 |